# Cadillac
Кадилак (енгл. Cadillac), званично Кадилак мотор кар дивижон, произвођач је луксузних аутомобила у саставу Џенерал моторса. Најважнија тржишта Кадилака су САД, Канада, и Кина. Такође, возила овог произвођача се продају у још 34 земље света.
Кадилак је тренутно други најстарији амерички произвођач аутомобила после Бјуика, и једна је од најстаријих марки аутомобила. Кадилака је 1902. основао Хенри Лиланд, врхунски механичар и предузимач. Он је предузеће назвао по Антоану Ломеу де ла Моту Кадилаку, оснивачу Детроита а Кадилаков амблем у основи има његов грб.
Џенерал моторс је 1909. купио Кадилака, да би током наредних шест година омогућио масовну производњу аутомобила овог произвођача. Такође, Кадилак се у том раздобљу позиционирао као главни произвођач луксузних аутомобила у САД. Кадилак је увео технолошке новине, међу којима су потпуни електрични системи, полуаутоматски систем преноса и челични кров. Такође је развио и V-8 мотор, чиме је дефинисао стандард америчке аутомобилске индустрије.
Кадилак је први амерички аутомобил који је освојио Дјуаров трофеј (енгл. Dewar Trophy) у организацији енглеског Краљевског аутомобилског клуба (енгл. Royal Automobile Club of England) 1908. године, овај успех је поновио и 1912.

## Историјат

### Оснивање
Кадилак је настао од остатака „Хенри Форд компани“ (енгл. Henry Ford Company). Након што је Хенри Форд у марту 1902, заједно са неколико главних сарадника, напустио „Хенри Форд компани“ фирма је ликвидирана. Фордови финансијери, Вилијам Марфи и Лемјуел Боуен, позвали су инжењера Хенрија Лиланда из фирме „Лиланд Фолконер манјуфакчуринг компани“ (енгл. Leland Faulconer Manufacturing Company) процени фабрику и опрему да би се припремила ликвидација њене имовине. Уместо да обави процену, Лиланд је убедио Марфија и Боуена да наставе са производњом аутомобила користећи проверене Лиландове једноцилиндричне моторе. Ново предузеће је основано 22. августа 1902. и названо је „Кадилак отомобил компани“ (енгл. Cadillac Automobile Company). Предузеће је име добило по оснивачу Детроита, француском истраживачу, Антоану Ломеу да ла Моту Кадилаку.

### Први аутомобили
Кадилакови први аутомобили, ранабаут и тоно, појавили су се на тржишту у октобру 1902. То су били аутомобили са два седишта које је покретао једноцилиндрични мотор од 10 коњских снагâ. Они су практично били идентични Фордовом моделу А из 1903. године. Ове аутомобиле Кадилак је јануара 1903. представио на Њујоршком салону аутомобила (енгл. New York Auto Show). Публика је била одушевљена овим моделима и убрзо је Кадилак добио више од две хиљаде поруџбина. Кадилакова предност се огледала у прецизности израде а самим тим и у поузданости.
„Лиланд Фолконер манјуфакчуринг“ и „Кадилак отомобил компани“ су се 1905. спојили у јединствено предузеће. Године 1906. Кадилак је произвео свој први аутомобил који је био у потпуности затворен. Две године касније Кадилак је у Уједињеном Краљевству освојио „Девар трофеј“ (енгл. Dewar Trophy) за највеће унапређење у аутомобилској индустрији. Године 1912, Кадилак је као први произвођач аутомобила на свету објединио електричне системе за стартовања мотора, паљење, и светла.

### Џенерал моторс
Џенерал моторс је 1909. купио Кадилака. У оквиру „Џенерал моторса“ Кадилак је позициониран као престижна марка великих луксузних аутомобила.
- Cadillac 6 1/2HP Tonneau 1903
- Cadillac 8 1/4HP Surrey 1904
- Cadillac 10HP Tonneau 1904
- Cadillac 6 1/2HP Rear-entrancetonneau 1904
- Cadillac 8 1/4HP Detachable-toplimousine 1904
- Cadillac 8 1/4HP Tonneau 1904
- Cadillac 8 1/4HP Tonneau 1904
- Cadillac 8 1/2HP Tonneau 1904
- Cadillac 10HP Tonneau 1904
- Cadillac 9HP Limousine
- Кадилак модел С из 1910.
- Кадилак сабербан из 1921.
- Кадилак из 1929.
- Кадилак флитвуд из 1929.
- Кадилак фетон из 1931.
- Кадилак 90 таун кар из 1940.